# Боес (Лоаре)
Боес (фр. Boësse) насеље је и општина у централној Француској у региону Центар (регион), у департману Лоаре која припада префектури Питивје.
По подацима из 2011. године у општини је живело 400 становника, а густина насељености је износила 30,46 становника/km². Општина се простире на површини од 13,13 km². Налази се на средњој надморској висини од 110 метара (максималној 128 m, а минималној 91 m).

## Демографија
| 1962. | 1968. | 1975. | 1982. | 1990. | 1999. | 2011. |
| ----- | ----- | ----- | ----- | ----- | ----- | ----- |
| 353   | 330   | 321   | 287   | 308   | 351   | 400   |

График промене броја становника у току последњих година